# Dear Land of Guyana, of Rivers and Plains
Dear Land of Guyana ist seit der Unabhängigkeit 1966 die Nationalhymne von Guyana. Die Musik wurde von Robert Cyril Gladstone Potter komponiert und der Text stammt von Archibald Leonard Luker.

## Englischer Text
Dear land of Guyana, of rivers and plains;

Made rich by the sunshine, and lush by the rains,

Set gem like and fair, between mountains and sea,

Your children salute you, dear land of the free.

Green land of Guyana, our heroes of yore,

Both bondsmen and free, laid their bones on your shore.

This soil so they hallowed, and from them are we,

All sons of one Mother, Guyana the free.

Great land of Guyana, diverse though our strains,

We are born of their sacrifice, heirs of their pains,

And ours is the glory their eyes did not see,

One land of six peoples, united and free.

Dear land of Guyana, to you will we give,

Our homage, our service, each day that we live;

God guard you, great Mother, and make us to be

More worthy our heritage, land of the free …
Geliebtes Land Guyana, der Flüsse und Ebenen;

Reich durch Sonnenschein und üppig durch Regen,

Mit Edelsteinen geschmückt und schön, zwischen Bergen und Meer,

Deine Kinder grüßen dich, geliebtes Land der Freiheit.

Grünes Land Guyana, unsere Helden von einst,

Sklaven und Befreite, ließen ihre Gebeine an deinem Strand.

Dieser Boden so geheiligt, und von ihm sind wir,

Alle Söhne einer Mutter, Guyana die Freie.

Großes Land Guyana, mannigfaltig durch unsere Anstrengungen,

Wir wurden aus ihren Opfern geboren, sind Erben ihrer Schmerzen,

Und unser ist der Ruhm, den ihre Augen nicht sahen,

Ein Land von sechs Völkern, vereint und frei.

Geliebtes Land Guyana, dir werden wir geben,

Unsere Ehrung, unseren Dienst, jeden Tag unseres Lebens;

Gott beschütze dich, große Mutter, und mache uns

Unseres Erbes würdiger, Land der Freiheit …